# بلک کیز
د بلک کیز (به انگلیسی: The Black Keys) یک گروه موسیقی راک آمریکایی است که از سال ۲۰۰۱ در شهر اکران، اوهایو فعالیت خود را آغاز کرد. این گروه دونفره شامل دن آورباک (خواننده، گیتار) و پاتریک کارنی (درام) می‌باشد. فعالیت گروه به صورت موسیقی زیرزمینی آغاز شد که تحت تأثیر گروه وایت استرایپس بود. آنها در سال ۲۰۱۰ با آلبوم برادرها و سپس با ال کامینو در ۲۰۱۱ به جرگه ابرستارگان موسیقی راک پیوستند. هرکدام از دو آلبوم نامبرده بیش از یک میلیون نسخه فروش کرده است.
د بلک کیز تاکنون ۸ آلبوم استودیویی منتشر کرده و برنده ۷ جایزه گرمی شده است.